# Пуерто-Рико на зимових Олімпійських іграх 2022
Збірна Пуерто-Рико взяла участь у зимових Олімпійських іграх 2022, що тривали з 4 до 20 лютого в Пекіні (Китай).
Збірна Пуерто-Рико складалася з двох спортсменів (одного чоловіка і однієї жінки), що змагалися у двох видах спорту. Скелетоністка Келлі Делка і гірськолижник Вільям Флаерті як єдині представники своєї країни несли її прапор на церемонії відкриття.

## Спортсмени
Кількість спортсменів, що взяли участь в Іграх, за видами спорту.
| Вид спорту          | Чоловіки | Жінки | Загалом |
| ------------------- | -------- | ----- | ------- |
| Гірськолижний спорт | 1        | 0     | 1       |
| Скелетон            | 0        | 1     | 1       |
| Загалом             | 1        | 1     | 2       |

## Гірськолижний спорт
Від Пуерто-Рико на Ігри кваліфікувався один гірськолижник, що відповідав базовому кваліфікаційному критерію.
Чоловіки
| Спортсмен      | Дисципліна                    | 1-й спуск | 1-й спуск | 2-й спуск | 2-й спуск | Сума    | Сума  |
| Спортсмен      | Дисципліна                    | Час       | Місце     | Час       | Місце     | Час     | Місце |
| -------------- | ----------------------------- | --------- | --------- | --------- | --------- | ------- | ----- |
| Вільям Флаерті | Гігантський слалом (чоловіки) | 1:20.16   | 48        | 1:21.26   | 38        | 2:41.42 | 40    |
| Вільям Флаерті | Слалом (чоловіки)             | 1:09.86   | 51        | 1:02.57   | 42        | 2:12.43 | 44    |

## Скелетон
Завдяки місцю в світовому рейтингові, від Пуерто-Рико на ігри кваліфікувалася одна скелетоністка. Це був дебют країни в цьому виді спорту на зимових Олімпійських іграх.
| Спортсмен   | Дисципліна | 1-й заїзд | 1-й заїзд | 2-й заїзд | 2-й заїзд | 3-й заїзд | 3-й заїзд | 4-й заїзд    | 4-й заїзд    | Сума    | Сума  |
| Спортсмен   | Дисципліна | Час       | Місце     | Час       | Місце     | Час       | Місце     | Час          | Місце        | Час     | Місце |
| ----------- | ---------- | --------- | --------- | --------- | --------- | --------- | --------- | ------------ | ------------ | ------- | ----- |
| Келлі Делка | Жінки      | 1:04.83   | 24        | 1:04.47   | 24        | 1:04.55   | 24        | Не потрапила | Не потрапила | 3:13.85 | 24    |